# Onchocerca volvulus

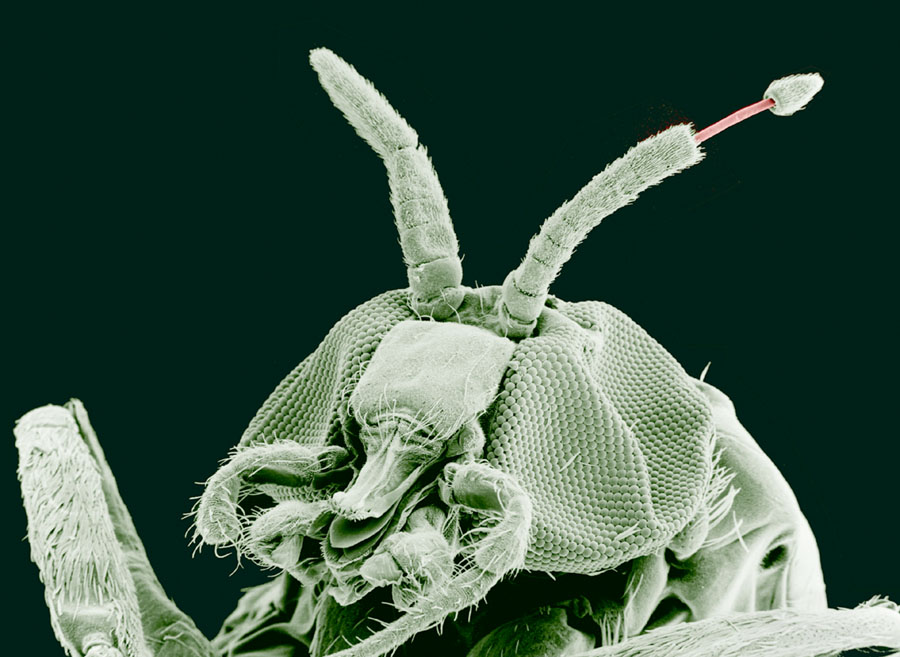
Volwassen knut (Simulium yahense) met Onchocerca volvulus die tevoorschijn komt uit de antenne van het insect. Opname door een conventionele elektronenmicroscoop, 100x vergroot. Het object is chemisch behandeld en gedroogd.

Onchocerca volvulus is een parasitaire rondworm uit de familie Onchocercidae die Onchocerciasis ofwel rivierblindheid veroorzaakt. In Afrika en Midden- en Zuid-Amerika komt deze ziekte veel voor, vooral in gebieden langs rivieren omdat de besmettelijke wormen worden overgedragen via kriebelmuggen uit het geslacht Simulium (black fly in het Engels), die alleen langs rivieren gedijen.

## Levenscyclus
De volwassen wormen leven in het onderhuidse bindweefsel van mensen en vormen daar knobbeltjes. Volwassen wormen zijn slechts een paar mm dik, maar kunnen tot wel 40 cm (mannetjes) of 70 cm (vrouwtjes) lang worden. Volwassen vrouwtjes produceren geen eieren maar zogenaamde microfilaria (1000 tot 300 per dag), dat zijn 0,22 tot 0,28 mm grote larfjes die zich verplaatsen door het lymfevatenstelsel en vandaar naar het bloedvatenstelsel. Zo kunnen deze larfjes ook terechtkomen in het hoornvlies van het oog en daardoor blindheid veroorzaken.
Via het bloed dat door kriebelmuggen wordt opgezogen, komen de L1-larven in het lichaam van dit insect, waar ze zich door de maag boren en in de spieren en uiteindelijk bij de monddelen terechtkomen. Dit proces duurt een paar weken, waarbij de larve twee keer vervelt. Het besmettelijke L3-stadium wordt bij het zuigen van bloed bij mensen weer overgedragen. De rijping van L3-larve tot volwassen worm duurt nog 6 tot 12 maanden. Hiermee is de cyclus rond.